# Давід Серрахерія
Давід Серрахерія (ісп. David Cerrajería, нар. 4 червня 1983, Валенсія) — іспанський футболіст, що грав на позиції захисника.
Виступав, зокрема, за клуб «Валенсія».

## Ігрова кар'єра
У дорослому футболі дебютував 2002 року виступами за команду «Аліканте», в якій провів три сезони, взявши участь у 83 матчах чемпіонату. 
Протягом 2005—2007 років захищав кольори клубу «Валенсія Месталья».
Своєю грою за останню команду привернув увагу представників тренерського штабу клубу «Валенсія», до складу якого приєднався 2006 року. Відіграв за валенсійський клуб наступні два сезони своєї ігрової кар'єри.
Згодом з 2007 по 2014 рік грав у складі команд «Полідепортіво», «Леванте», «Кордова» та «Платаніас».
Завершив ігрову кар'єру у команді «Чахлеул», за яку виступав протягом 2016 року.